# Schwertmannita
La schwertmannita es un mineral de la clase de los minerales sulfatos. Fue descubierta en 1994 en una mina de la provincia de Oulu (Finlandia), siendo nombrada así en honor de Udo Schwertmann, geólogo alemán. Un sinónimo es su clave: IMA1990-006.

## Características químicas
Es un sulfato hidroxilado e hidratado de hierro, con aniones adicionales óxido.

## Formación y yacimientos
Es un mineral de aparición secundaria que se forma por precipitación en zonas inundadas por aguas de drenaje, con pH ácido y alto contenido en iones de sulfato de hierro
Suele encontrarse asociado a otros minerales como: goethita, jarosita, natrojarosita, ferrihidrita o sulfuros de hierro.